# The Black Cat Neighbourhood
The Black Cat Neighbourhood è l'album di debutto della cantante danese Fallulah, pubblicato il 14 gennaio 2010. L'album presenta sonorità Pop, Indie e Folk. È stato registrato al New Mexico City Studio e nella casa dell'artista stessa.

## Tracce
Testi e musiche di Fallulah.
1. Only Human – 3:32
2. Hey You – 2:27
3. Bridges – 3:33
4. Use It for Good – 3:39
5. Out of It – 3:40
6. You Don't Care – 3:03
7. Work Song – 2:50
8. I Lay My Head – 3:16
9. The Black Cat Neighbourhood – 3:11
10. Give Us a Little Love – 3:45
11. Hold Your Horses – 2:22
12. Back and Forth – 3:07
13. New York, You're My Concrete Lover – 3:01
14. Wailing – 2:02 – (traccia fantasma)

## Classifiche
| Classifica (2011)   | Posizione migliore |
| ------------------- | ------------------ |
| Danish Albums Chart | 3                  |

## Singoli
| 2009                                                         | "I Lay My Head"         | 33 |
| 2010                                                         | "Bridges"               | 28 |
| 2010                                                         | "Give Us a Little Love" | —  |
| 2010                                                         | "Out of It"             | 1  |
| "—" denota che la pubblicazione non è entrata in classifica. |                         |    |

## Date di Pubblicazione
| Nazione                   | Data            | Formato              | Etichetta       |
| ------------------------- | --------------- | -------------------- | --------------- |
| Danimarca                 | 14 gennaio 2010 | CD, Digital Download | RCA, Sony Music |
| Europa (esclusa Germania) | 14 gennaio 2010 | Digital Download     | RCA, Sony Music |
| Europa (esclusa Germania) | 17 gennaio 2010 | CD                   | RCA, Sony Music |
| Germania                  | 20 agosto 2010  | Digital Download     | RCA, Sony Music |